# Condado de Oneida (Nueva York)
El condado de Oneida (en inglés: Oneida County) fundado en 1798 es un condado en el estado estadounidense de Nueva York. En el 2000 el condado tenía una población de 235,469 habitantes en una densidad poblacional de 75 personas por km². La sede del condado es Utica.

## Geografía
Según la Oficina del Censo, el condado tiene un área total de 3256 km² (1257,1 mi²), de la cual 3142 km² (1213,1 mi²) es tierra y 114 km² (44,0 mi²) (3.53%) es agua.

### Condados adyacentes
- Condado de Lewis - norte
- Condado de Herkimer - este
- Condado de Otsego - sureste
- Condado de Madison - suroeste
- Condado de Oswego - oeste

## Demografía
En el 2000 la renta per cápita promedia del condado era de $35,909, y el ingreso promedio para una familia era de $45,341. En 2000 los hombres tenían un ingreso per cápita de $32,194 versus $24,295 para las mujeres. El ingreso per cápita para el condado era de $18,516. Alrededor del 13.00% de la población estaba bajo el umbral de pobreza nacional.

## Localidades
- Annsville (pueblo)
- Augusta (pueblo)
- Ava (pueblo)
- Barneveld (villa)
- Boonville (pueblo)
- Boonville (villa)
- Bridgewater (pueblo)
- Bridgewater (villa)
- Camden (pueblo)
- Camden (villa)
- Chadwicks (lugar designado por el censo)
- Clark Mills
- Clayville (villa)
- Clinton (villa)
- Deerfield (pueblo)
- Durhamville (lugar designado por el censo)
- Florence (pueblo)
- Floyd (pueblo)
- Forestport (pueblo)
- Holland Patent (villa)
- Kirkland (pueblo)
- Lee (pueblo)
- Marcy (pueblo)
- Marshall (pueblo)
- New Hartford (villa)
- New Hartford (pueblo)
- New York Mills (villa)
- Oneida Castle (villa)
- Oriskany (villa)
- Oriskany Falls (villa)
- Paris (pueblo)
- Prospect (villa)
- Remsen (villa)
- Remsen (pueblo)
- Rome (ciudad)
- Sangerfield (pueblo)
- Sherrill (ciudad)
- Steuben (pueblo)
- Sylvan Beach (villa)
- Trenton (pueblo)
- Utica (ciudad)
- Vernon (villa)
- Vernon (pueblo)
- Verona (pueblo)
- Vienna (pueblo)
- Waterville (villa)
- Washington Mills (lugar designado por el censo)
- Western (pueblo)
- Westmoreland (pueblo)
- Whitesboro (villa)
- Whitestown (pueblo)
- Yorkville (villa)

 En paréntesis el tipo de gobierno local.